# Guatemala az 1952. évi nyári olimpiai játékokon
Guatemala a finnországi Helsinkiben megrendezett 1952. évi nyári olimpiai játékok egyik részt vevő nemzete volt. Az országot az olimpián 6 sportágban 21 sportoló képviselte, akik érmet nem szereztek. Guatemala először vett részt az olimpiai játékokon.

## Atlétika
Férfi
| Versenyző           | Versenyszám    | Előfutam      | Előfutam      | Előfutam      | Negyeddöntő | Negyeddöntő | Negyeddöntő | Elődöntő | Elődöntő | Elődöntő | Döntő         | Döntő         |
| Versenyző           | Versenyszám    | Idő           | Hely.         | Össz.         | Idő         | Hely.       | Össz.       | Idő      | Hely.    | Össz.    | Idő           | Helyezés      |
| ------------------- | -------------- | ------------- | ------------- | ------------- | ----------- | ----------- | ----------- | -------- | -------- | -------- | ------------- | ------------- |
| José Julio Barillas | 100 m          | 11,56         | 7.            | 65.           | kiesett     | kiesett     | kiesett     | kiesett  | kiesett  | kiesett  | kiesett       | kiesett       |
| José Julio Barillas | 200 m          | 22,88         | 5.            | 56.*          | kiesett     | kiesett     | kiesett     | kiesett  | kiesett  | kiesett  | kiesett       | kiesett       |
| Jeremías Stokes     | 400 m          | 53,81         | 6.            | 70.           | kiesett     | kiesett     | kiesett     | kiesett  | kiesett  | kiesett  | kiesett       | kiesett       |
| Víctorio Solares    | 800 m          | 2:01,4        | 7.            | 48.           |             |             |             | kiesett  | kiesett  | kiesett  | kiesett       | kiesett       |
| Víctorio Solares    | 3000 m akadály | nem ért célba | nem ért célba | nem ért célba |             |             |             |          |          |          | kiesett       | kiesett       |
| Luis Velásquez      | 10 000 m       |               |               |               |             |             |             |          |          |          | 35:34,0       | 31.           |
| Luis Velásquez      | Maraton        |               |               |               |             |             |             |          |          |          | nem ért célba | nem ért célba |
| Doroteo Flores      | Maraton        |               |               |               |             |             |             |          |          |          | 2:35:40,0     | 22.           |

Női
| Versenyző      | Versenyszám | Előfutam | Előfutam | Előfutam | Negyeddöntő | Negyeddöntő | Negyeddöntő | Elődöntő | Elődöntő | Elődöntő | Döntő   | Döntő    |
| Versenyző      | Versenyszám | Idő      | Hely.    | Össz.    | Idő         | Hely.       | Össz.       | Idő      | Hely.    | Össz.    | Idő     | Helyezés |
| -------------- | ----------- | -------- | -------- | -------- | ----------- | ----------- | ----------- | -------- | -------- | -------- | ------- | -------- |
| Graviola Ewing | 100 m       | 13,05    | 4.       | 44.      | kiesett     | kiesett     | kiesett     | kiesett  | kiesett  | kiesett  | kiesett | kiesett  |
| Graviola Ewing | 200 m       | 27,02    | 5.       | 36.      |             |             |             | kiesett  | kiesett  | kiesett  | kiesett | kiesett  |

* - egy másik versenyzővel azonos időt ért el

## Birkózás
Kötöttfogású
| Versenyző           | Versenyszám | 1. forduló                    | 2. forduló                      | 3. forduló        | 4. forduló        | 5. forduló        | 6. forduló        | 7. forduló        | Helyezés |
| Versenyző           | Versenyszám | Ellenfél Eredmény             | Ellenfél Eredmény               | Ellenfél Eredmény | Ellenfél Eredmény | Ellenfél Eredmény | Ellenfél Eredmény | Ellenfél Eredmény | Helyezés |
| ------------------- | ----------- | ----------------------------- | ------------------------------- | ----------------- | ----------------- | ----------------- | ----------------- | ----------------- | -------- |
| Osvaldo Johnston    | 57 kg       | Norbert Kohler (SAA) · 7:05   | Hubert Persson (SWE) · 2:27     | kiesett           | kiesett           | kiesett           | kiesett           | kiesett           | 12.      |
| Marco Antonio Girón | 62 kg       | Polyák Imre (HUN) · 2:31      | Safi Taha (LIB) · 2:35          | kiesett           | kiesett           | kiesett           | kiesett           |                   | 10.      |
| Arístides Pérez     | 67 kg       | Franco Benedetti (ITA) · 4:51 | Zbigniew Szajewski (POL) · 0:30 | kiesett           | kiesett           | kiesett           | kiesett           | kiesett           | 14.      |

Szabadfogású
| Versenyző           | Versenyszám | 1. forduló                       | 2. forduló                    | 3. forduló        | 4. forduló        | 5. forduló        | 6. forduló        | 7. forduló        | 8. forduló        | Helyezés |
| Versenyző           | Versenyszám | Ellenfél Eredmény                | Ellenfél Eredmény             | Ellenfél Eredmény | Ellenfél Eredmény | Ellenfél Eredmény | Ellenfél Eredmény | Ellenfél Eredmény | Ellenfél Eredmény | Helyezés |
| ------------------- | ----------- | -------------------------------- | ----------------------------- | ----------------- | ----------------- | ----------------- | ----------------- | ----------------- | ----------------- | -------- |
| Osvaldo Johnston    | 57 kg       | Sayed Hafez Shehata (EGY) · 1:18 | Bencze Lajos (HUN) · 3:20     | kiesett           | kiesett           | kiesett           | kiesett           | kiesett           |                   | 13.      |
| Marco Antonio Girón | 62 kg       | Tominaga Riszaburó (JPN) · 1:20  | Armand Bernard (CAN) · 2:30   | kiesett           | kiesett           | kiesett           | kiesett           | kiesett           | kiesett           | 16.      |
| Arístides Pérez     | 67 kg       | Osvaldo Blasi (ARG) · 1:50       | Heini Nettesheim (GER) · 1:42 | kiesett           | kiesett           | kiesett           | kiesett           | kiesett           | kiesett           | 17.      |

## Kerékpározás

### Pálya-kerékpározás
| Versenyző        | Versenyszám   | 1. forduló                                                            | 1. forduló | Vigaszág               | Vigaszág | Negyeddöntő            | Negyeddöntő | Vigaszág               | Vigaszág | Elődöntő               | Elődöntő | Vigaszág               | Vigaszág | Döntő                  | Helyezés    |
| Versenyző        | Versenyszám   | Ellenfelek Győztes idő                                                | Hely.      | Ellenfelek Győztes idő | Hely.    | Ellenfelek Győztes idő | Hely.       | Ellenfelek Győztes idő | Hely.    | Ellenfelek Győztes idő | Hely.    | Ellenfelek Győztes idő | Hely.    | Ellenfelek Győztes idő | Helyezés    |
| ---------------- | ------------- | --------------------------------------------------------------------- | ---------- | ---------------------- | -------- | ---------------------- | ----------- | ---------------------- | -------- | ---------------------- | -------- | ---------------------- | -------- | ---------------------- | ----------- |
| Gustavo Martínez | Egyéni sprint | Cyril Peacock (GBR) · Ove Krogh Rants (DEN) · Ion Ioniţă (ROU) · 11,7 | 4.         | kiesett                | kiesett  | kiesett                | kiesett     | kiesett                | kiesett  | kiesett                | kiesett  | kiesett                | kiesett  | kiesett                | helyezetlen |

| Versenyző        | Versenyszám     | Eredmény | Helyezés |
| ---------------- | --------------- | -------- | -------- |
| Gustavo Martínez | 1000 m időfutam | 1:18,9   | 24.      |

| Versenyző                                                        | Versenyszám          | Selejtező | Selejtező | Negyeddöntő  | Negyeddöntő | Elődöntő     | Elődöntő  | Döntő        | Döntő     | Helyezés |
| Versenyző                                                        | Versenyszám          | Idő       | Hely.     | Ellenfél Idő | Saját idő   | Ellenfél Idő | Saját idő | Ellenfél Idő | Saját idő | Helyezés |
| ---------------------------------------------------------------- | -------------------- | --------- | --------- | ------------ | ----------- | ------------ | --------- | ------------ | --------- | -------- |
| Armando Castillo Fernando Marroquín Carlos Sandoval Juan Montoya | Csapat üldözőverseny | 5:38,0    | 21.       | kiesett      | kiesett     | kiesett      | kiesett   | kiesett      | kiesett   | 21.      |

## Sportlövészet
| Versenyző          | Versenyszám            | Eredmény | Helyezés |
| ------------------ | ---------------------- | -------- | -------- |
| Alfredo Mury       | Szabadpuska, összetett | 885      | 32.      |
| Alfredo Mury       | Sportpuska, fekvő      | 387      | 45.      |
| José Gómez         | Sportpuska, fekvő      | 394      | 30.      |
| José Gómez         | Gyorstüzelő pisztoly   | 531      | 32.      |
| Francisco Sandoval | Gyorstüzelő pisztoly   | 508      | 49.      |
| Francisco Sandoval | Szabadpisztoly         | 535      | 9.       |

## Úszás
Férfi
| Versenyző   | Versenyszám | Előfutam | Előfutam | Előfutam | Elődöntő | Elődöntő | Elődöntő | Döntő   | Döntő    |
| Versenyző   | Versenyszám | Idő      | Hely.    | Össz.    | Idő      | Hely.    | Össz.    | Idő     | Helyezés |
| ----------- | ----------- | -------- | -------- | -------- | -------- | -------- | -------- | ------- | -------- |
| José Valdes | 100 m gyors | 1:04,5   | 6.       | 57.      | kiesett  | kiesett  | kiesett  | kiesett | kiesett  |

## Vívás
Férfi
| Versenyző       | Versenyszám       | 1. forduló | 1. forduló | 2. forduló          | 2. forduló | Elődöntő            | Elődöntő | Döntő               | Döntő   |
| Versenyző       | Versenyszám       | Ellenfelek Eredmény | Hely.      | Ellenfelek Eredmény | Hely.      | Ellenfelek Eredmény | Hely.    | Ellenfelek Eredmény | Hely.   |
| --------------- | ----------------- | --- | ---------- | ------------------- | ---------- | ------------------- | -------- | ------------------- | ------- |
| Eduardo López   | Tőr, egyéni       | Gustave Ballister (BEL) · Albie Axelrod (USA) · Kurt Lindeman (FIN) · Andrei Vîlcea (ROU) · José Rodríguez (ARG) · Edward Brooke (CAN) · 0-6 (30)                              | 7.         | kiesett             | kiesett    | kiesett             | kiesett  | kiesett             | kiesett |
| Eduardo López   | Párbajtőr, egyéni | Adam Krajewski (POL) · Antonio Haro (MEX) · Erkki Kerttula (FIN) · Sákovics József (HUN) · Alfred Eriksen (NOR) · Robert Henrion (BEL) · Gustavo Gutiérrez (VEN) · 0-6 (18)    | 8.         | kiesett             | kiesett    | kiesett             | kiesett  | kiesett             | kiesett |
| Eduardo López   | Kard, egyéni      | Ilie Tudor (ROU) · Marcel Van Der Auwera (BEL) · Henry Nordin (SWE) · Jules Amez-Droz (SUI) · Richard Liebscher (GER) · Edmundo López (VEN) · Günther Knödler (SAA) · 1-5 (17) | 6.*        | kiesett             | kiesett    | kiesett             | kiesett  | kiesett             | kiesett |
| Rubén Soberón   | Tőr, egyéni       | André Verhalle (BEL) · René Paul (GBR) · Jerzy Twardokens (POL) · Fulvio Galimi (ARG) · Kurt Wahl (GER) · Maki Sinicsi (JPN) · 0-6 (30)                                        | 7.         | kiesett             | kiesett    | kiesett             | kiesett  | kiesett             | kiesett |
| Rubén Soberón   | Párbajtőr, egyéni | Álvaro Pinto (POR) · Claude Nigon (FRA) · Ronald Parfitt (GBR) · Tom Kearney (IRL) · Walter de Paula (BRA) · Lev Saychuk (URS) · Heikki Raitio (FIN) · 3-4 (14)                | 5.         | kiesett             | kiesett    | kiesett             | kiesett  | kiesett             | kiesett |
| Antonio Chocano | Párbajtőr, egyéni | Nicolae Marinescu (ROU) · Egill Knutzen (NOR) · Carlos Dias (POR) · John Fethers (AUS) · Paul Makler (USA) · René Paul (GBR) · Roland Asselin (CAN) · 1-6 (19)                 | 7.         | kiesett             | kiesett    | kiesett             | kiesett  | kiesett             | kiesett |

* - két másik versenyzővel azonos eredményt ért el